# Parker Strip
Parker Strip is een plaats (census-designated place) in de Amerikaanse staat Arizona, en valt bestuurlijk gezien onder La Paz County.

## Demografie
Bij de volkstelling in 2000 werd het aantal inwoners vastgesteld op 3302.

## Geografie
Volgens het United States Census Bureau beslaat de plaats een oppervlakte van
21,8 km², waarvan 18,4 km² land en 3,4 km² water.

## Plaatsen in de nabije omgeving
De onderstaande figuur toont nabijgelegen plaatsen in een straal van 40 km rond Parker Strip.